# Banque centrale de la République dominicaine
La Banque centrale de la République dominicaine est la banque centrale de la République Dominicaine, Tout comme les autres banques centrales, sa mission principale est de rechercher la stabilité financière dans le pays. Il n'est pas lié à la Secretaria da Fazenda, mais est une institution autonome,.

## Histoire
La Banque centrale de la République dominicaine a été créée le 9 octobre 1947 par ordre du président de l'époque Rafael Trujillo, conformément à la loi organique n° 1.529, et a commencé ses opérations le 23 octobre de la même année, s'établissant comme une entité décentralisée avec une pleine autonomie. Elle est actuellement régie par la loi organique n° 6.142, du 29 décembre 1962 et ses modifications.